# Peter Velits
Peter Velits (ur. 21 lutego 1985 w Bratysławie) – były słowacki kolarz szosowy, mistrz świata juniorów, trzykrotny mistrz świata w jeździe drużynowej na czas, zawodnik BMC Racing Team.
Największym sukcesem zawodnika jest mistrzostwo świata w drużynowym wyścigu na czas w 2012 roku oraz złoty medal mistrzostw świata do lat 23 w Stuttgarcie w 2007 roku w wyścigu ze startu wspólnego oraz wygrany etap jazdy indywidualnej na czas w Vuelta a España trzy lata później. Jego brat-bliźniak Martin również jest kolarzem szosowym.
W listopadzie 2016 roku Velits ogłosił zakończenie kariery.

## Najważniejsze osiągnięcia
2003
- 1. miejsce w mistrzostwach Słowacji do lat 19 (start wspólny)
- 1. miejsce w mistrzostwach Słowacji do lat 19 (jazda indywidualna na czas)

2005
- 1. miejsce w mistrzostwach Słowacji do lat 19 (jazda indywidualna na czas)

2006
- 1. miejsce w mistrzostwach Słowacji do lat 19 (jazda indywidualna na czas)
- 1. miejsce w Tour du Cap

2007
- 1. miejsce w mistrzostwach świata (do lat 23, start wspólny)
- 1. miejsce w Grand Prix de Fourmies

2009
- 1. miejsce w Grosser Preis des Kantons Aargau

2010
- 2. miejsce w Vuelta a España
  - 1. miejsce na 17. etapie

2011
- 18. miejsce w Tour de France

2012
- 1. miejsce w Tour of Oman
- 1. miejsce w mistrzostwach Słowacji (jazda indywidualna na czas)
- 1. miejsce w mistrzostwach świata w jeździe drużynowej na czas
- 2. miejsce w mistrzostwach Słowacji do lat 19 (start wspólny)

2013
- 10. miejsce w Paryż-Nicea
- 1. miejsce w mistrzostwach Słowacji (jazda indywidualna na czas)
- 1. miejsce w mistrzostwach świata w jeździe drużynowej na czas

2014
- 9. miejsce w Paryż-Nicea
- 1. miejsce w mistrzostwach Słowacji (jazda indywidualna na czas)
- 2. miejsce w mistrzostwach Słowacji (start wspólny)